# Cristy Nurse
Cristy Nurse (Oakville, 5 dicembre 1986) è una canottiera canadese vincitrice di 4 argenti e due bronzi iridati.

## Biografia
Ha rappresentato il Canada ai Giochi olimpici estivi di Rio de Janeiro 2016, classificandosi 5ª nell'otto con Lisa Roman, Antje Von Seydlitz-Kurzbach, Christine Roper, Lauren Wilkinson, Susanne Grainger, Natalie Mastracci, Caileigh Filmer e Lesley Thompson-Willie.

## Palmarès
- Mondiali

Cambridge 2010: argento nell'otto;
Bled 2011: argento nell'otto;
Chungju 2013: argento nel 4 senza, bronzo nell'otto;
Amsterdam 2014: argento nell'otto;
Aiguebelette-le-Lac 2015: bronzo nell'otto;